# Gilles Grangier
Pour les articles homonymes, voir Grangier.
Gilles Grangier est un réalisateur français, né le 5 mai 1911 à Paris et mort le 27 avril 1996 à Suresnes.

## Biographie
Gilles Grangier naît sous le nom d'état civil de Gilles Gaston Grangier en 1911 dans le 3e arrondissement de Paris.
En 1934, il se présente spontanément aux studios Paramount de Joinville et commence en faisant de la figuration. Il devient assistant régisseur, puis régisseur. Georges Lacombe le prend comme assistant sur le tournage de Le cœur dispose en 1936, et Sacha Guitry fait de même en 1937 avec Désiré.
C'est grâce à son amitié avec l'acteur Noël-Noël que Gilles Grangier devient réalisateur. L'acteur le recommande en effet auprès de producteurs, et Grangier tourne Adémaï bandit d'honneur, son premier long métrage, en 1943. Le film remporte un vif succès.
Le cinéaste devient rapidement un auteur à succès, dont la vocation est de plaire au plus large public. Il s'essaie à différents genres, de la comédie au drame, en passant par des histoires sur le quotidien.
Ses œuvres constituent de véritables documents sociologiques sur les années 1950, dressant un portrait réaliste des mœurs et des conditions de vie. Parmi les acteurs (qui sont ses amis fidèles dans la vie) avec lesquels il travaille régulièrement, il dirige douze fois Jean Gabin, de La Vierge du Rhin en 1953 à Sous le signe du taureau en 1969, en passant par Gas-oil en 1955, Le Sang à la tête en 1956, Le cave se rebiffe en 1961 ou encore L'Âge ingrat en 1964. Travaillant beaucoup par intuition et aimant s'entourer et faire se rencontrer ceux qu'il aime, c'est d'ailleurs Gilles Grangier qui présentera Gabin et Audiard pour le tournage de Gas-oil.
Grangier a fait également tourner Fernandel, Bourvil, Luis Mariano, Arletty, Lino Ventura, Martine Carol, Jean Marais ou Claude Brasseur. Il est, avec Jean-Pierre Mocky, le seul réalisateur à avoir eu dans ses distributions Bourvil et Fernandel (chacun à plusieurs reprises, et les deux réunis dans La Cuisine au beurre).
Il meurt le 27 avril 1996 à Suresnes, à l'âge de 84 ans. Il repose au cimetière de Meulan (Yvelines).
Un regain d'intérêt pour son œuvre se manifeste désormais depuis les années 2020,,.

## Filmographie

### Comme acteur
- 1934 : La Bataille de Nicolas Farkas, figuration
- 1934 : Fédora de Louis Gasnier, figuration
- 1934 : L'Homme à l'oreille cassée de Robert Boudrioz, figuration
- 1935 : Kœnigsmark de Maurice Tourneur, figuration
- 1936 : Le cœur dispose de Georges Lacombe
- 1939 : Sur le plancher des vaches de Pierre-Jean Ducis, l'instructeur
- 1955 : Le Printemps, l'Automne et l'Amour, Caméo (le passant à la valise qui aime le piano)
- 1956 : Le Sang à la tête, Caméo (un vendeur à la criée)
- 1959 : Archimède le clochard, Caméo (un passant achetant le journal)
- 1959 : 125, rue Montmartre, Caméo (un passant achetant le journal)
- 1960 : Les Vieux de la vieille, Caméo (l'aubergiste qui expulse Noël-Noël)
- 1962 : Le Gentleman d'Epsom, Caméo (un turfiste qui regarde une course à côté de J. Gabin)
- 1963 : Le Voyage à Biarritz, Caméo (le dernier homme qui descend du car)
- 1963 : La Cuisine au beurre, Caméo (l'instituteur)
- 1964 : L'Âge ingrat, Caméo (un homme qui s’assoit à la terrasse d'un café)
- 1968 : L'Homme à la Buick, Caméo (un homme qui entre dans un bar)
- 1969 : Sous le signe du taureau, Caméo (un automobiliste dans l'embouteillage)

### Comme assistant réalisateur
- 1934 : Jeunesse de Georges Lacombe (assistant régisseur)
- 1934 : La Garnison amoureuse de Max de Vaucorbeil (assistant régisseur)
- 1936 : Mayerling d'Anatole Litvak (assistant régisseur)
- 1936 : Le cœur dispose de Georges Lacombe
- 1936 : J'arrose mes galons de René Pujol
- 1936 : Mademoiselle Mozart de Yvan Noé
- 1936 : La Dernière Valse de Léo Mittler
- 1937 : Les Secrets de la mer Rouge de Richard Pottier
- 1937 : La Peau d'un autre de René Pujol
- 1937 : L'Appel de la vie de Georges Neveux
- 1937 : Trois Artilleurs au pensionnat de René Pujol
- 1938 : Un de la Canebière de René Pujol
- 1938 : Désiré de Sacha Guitry
- 1938 : Un fichu métier de Pierre-Jean Ducis
- 1938 : Trois Valses de Ludwig Berger
- 1939 : Sur le plancher des vaches de Pierre-Jean Ducis
- 1939 : Les Gangsters du château d'If de René Pujol
- 1942 : Monsieur La Souris de Georges Lacombe
- 1942 : Le Camion blanc de Léo Joannon
- 1944 : Florence est folle de Georges Lacombe

### Comme scénariste
- 1948 : Métier de fous d'André Hunebelle

### Comme réalisateur

#### Années 1940
- 1943 : Adémaï bandit d'honneur
- 1945 : Le Cavalier noir
- 1946 : Trente et quarante
- 1946 : Leçon de conduite
- 1946 : L'Aventure de Cabassou
- 1947 : Rendez-vous à Paris
- 1947 : Histoire de chanter
- 1947 : Danger de mort
- 1948 : Par la fenêtre
- 1948 : Femme sans passé
- 1949 : Jo la Romance
- 1949 : Au p'tit zouave

#### Années 1950
- 1950 : Amédée (aussi comme scénariste)
- 1950 : Amour et Compagnie
- 1950 : Les femmes sont folles (aussi comme scénariste)
- 1950 : L'Homme de joie (aussi comme scénariste)
- 1951 : L'Amant de paille
- 1951 : Les Petites Cardinal
- 1951 : Le Plus Joli Péché du monde
- 1952 : L'Amour, Madame
- 1952 : Douze Heures de bonheur
- 1953 : Faites-moi confiance (aussi comme scénariste)
- 1953 : Jeunes Mariés
- 1953 : La Vierge du Rhin
- 1954 : Poisson d'avril
- 1955 : Le Printemps, l'Automne et l'Amour (aussi comme dialoguiste)
- 1955 : Gas-oil
- 1956 : Le Sang à la tête (aussi comme scénariste)
- 1957 : Reproduction interdite ou Meurtre à Montmartre (aussi comme scénariste)
- 1957 : Le rouge est mis (aussi comme scénariste)
- 1958 : Trois Jours à vivre (aussi comme scénariste)
- 1958 : Échec au porteur (aussi comme scénariste)
- 1958 : Le Désordre et la Nuit (aussi comme scénariste)
- 1959 : Archimède le clochard (aussi comme scénariste)
- 1959 : 125, rue Montmartre (aussi comme scénariste)
- 1959 : Les Affreux (a réalisé quelques séquences du film de Marc Allégret)

#### Années 1960
- 1960 : Les Vieux de la vieille (aussi comme scénariste)
- 1961 : Le Cave se rebiffe (aussi comme scénariste)
- 1962 : Le Gentleman d'Epsom (aussi comme scénariste)
- 1963 : Le Voyage à Biarritz (aussi comme dialoguiste)
- 1963 : Maigret voit rouge (aussi comme dialoguiste)
- 1963 : La Cuisine au beurre
- 1964 : L'Âge ingrat (aussi comme scénariste)
- 1965 : Les Bons Vivants ou Un grand seigneur
- 1965 : Train d'enfer (aussi comme scénariste)
- 1968 : L'Homme à la Buick (aussi comme scénariste)
- 1968 : Une cigarette pour un ingénu (film inachevé)
- 1969 : Sous le signe du taureau (aussi comme scénariste)

#### Années 1970
- 1972 : Un cave (aussi comme dialoguiste)
- 1974 : Gross Paris (aussi comme scénariste)
- 1975 : Piratii din Pacific, film roumain co-réalisé avec Sergiu Nicolaescu
- 1975 : Insula comorilor, film roumain co-réalisé avec Sergiu Nicolaescu

### Comme réalisateur de télévision
- 1967 : Max le débonnaire (série télévisée) : 1 épisode  Un bon petit Jules
- 1970 : Les Enquêteurs associés (feuilleton télévisé)
- 1971 : Quentin Durward (feuilleton télévisé)
- 1973 : Les Mohicans de Paris (feuilleton télévisé)
- 1974 : Deux Ans de vacances (série télévisée)
- 1976 : Marions les vivantes (feuilleton télévisé)
- 1977 : Ne le dites pas avec des roses (feuilleton télévisé)
- 1977 : Banlieue sud-est (feuilleton télévisé)
- 1979 : Les Insulaires (téléfilm)
- 1979 : Histoires insolites (série télévisée) : 1 épisode Le locataire d'en haut
- 1979 : Histoires de voyous (série télévisée) : 1 épisode L'élégant
- 1980 : Jean-Sans-Terre (téléfilm)
- 1980 : L'Aéropostale, courrier du ciel (feuilleton télévisé)
- 1982 : Guillaume le Conquérant (feuilleton télévisé en six épisodes), coréalisé avec Sergiu Nicolaescu
- 1982 : Les Brigades vertes (téléfilm)
- 1985 : Brigade verte (série télévisée)

## Box-office français
- 1953 : La Vierge du Rhin : 1,784 million d'entrées
- 1954 : Gas-oil : 3,096 millions d'entrées
- 1954 : Poisson d'avril : 2,888 millions d'entrées
- 1955 : Le Printemps, l'Automne et l'Amour : 2,703 millions d'entrées
- 1956 : Le Sang à la tête : 1,978 million d'entrées
- 1957 : Trois Jours à vivre : 1,014 million d'entrées
- 1957 : Le rouge est mis : 2,104 millions d'entrées
- 1958 : Le Désordre et la Nuit : 2,171 millions d'entrées
- 1959 : 125, rue Montmartre : 1,699 million d'entrées
- 1959 : Archimède le clochard : 4,074 millions d'entrées
- 1960 : Les Vieux de la vieille : 3,477 millions d'entrées
- 1961 : Le cave se rebiffe : 2,813 millions d'entrées
- 1962 : Le Gentleman d'Epsom : 1,727 million d'entrées
- 1963 : La Cuisine au beurre : 6,397 millions d'entrées
- 1963 : Maigret voit rouge : 2,044 millions d'entrées
- 1963 : Le Voyage à Biarritz : 1,590 million d'entrées
- 1964 : L'Âge ingrat : 2,862 millions d'entrées
- 1965 : Les Bons Vivants : 1,391 million d'entrées
- 1965 : Train d'enfer : 1,346 million d'entrées

## Décorations
- Commandeur de l'ordre des Arts et des Lettres Il est fait commandeur lors de la promotion du 28 septembre 1984[9].